# Changes (David Bowie)
Changes is een nummer van Britse muzikant David Bowie, uitgebracht als single in 1972 van zijn album Hunky Dory uit 1971.

## Achtergrond
Ondanks dat het nooit hoge ogen gooide in de hitlijsten, is "Changes" een van de bekendste nummers van Bowie. Daarbij gaf het de titel aan zijn verzamelalbums Changesonebowie, Changestwobowie en Changesbowie. De tekst wordt vaak gezien als een manifest voor zijn kameleontische persoonlijkheid, de frequente veranderingen van de wereld destijds en de eveneens frequente heruitvindingen van zijn muziek gedurende de jaren '70. Het was het laatste nummer dat hij live ten gehore bracht voordat hij in 2006 stopte met optreden.
Bowie zei zelf dat de track "begon als een parodie op een nachtclubnummer, een soort weggooier". Het stotteren tijdens het refrein ("Ch-Ch-Ch-Changes") is vaak vergeleken met The Who. De tekst focust zich op artistieke heruitvinding ("Strange fascination, fascinating me / Changes are taking the pace I'm going through") en afstand nemen van de mainstream rockmuziek ("Look out, you rock 'n' rollers").
Het nummer werd vaak live gespeeld tijdens Bowie's optredens tussen 1972 en 1976. Volgens hem "werd het zo'n monster dat niemand stopte met vragen om dit nummer tijdens concerten:  'Dye-vid, Dye-vid, doe Changes!'  Ik had geen idee dat het zo'n populair ding zou worden." Het magazine Rolling Stone plaatste het op nummer 127 op de lijst The 500 Greatest Songs of All Time.

## Tracklijst
1. "Changes" - 3:33
2. "Andy Warhol" - 3:58

## Muzikanten
- David Bowie: zang, saxofoon
- Mick Ronson: snaararrangement, mellotron
- Trevor Bolder: basgitaar
- Mick "Woody" Woodmansey: drums
- Rick Wakeman: piano

## NPO Radio 2 Top 2000
| Nummer met noteringen in de NPO Radio 2 Top 2000 | '15  | '16 | '17  | '18  | '19  | '20  | '21  | '22  | '23  | '24  |
| ------------------------------------------------ | ---- | --- | ---- | ---- | ---- | ---- | ---- | ---- | ---- | ---- |
| Changes                                          | 1541 | 540 | 1170 | 1091 | 1041 | 1352 | 1216 | 1270 | 1359 | 1036 |

1. ↑  Een vetgedrukt getal geeft de hoogste notering aan.
2. ↑  2015 was het eerste jaar met een notering voor dit nummer.